# Wilusa

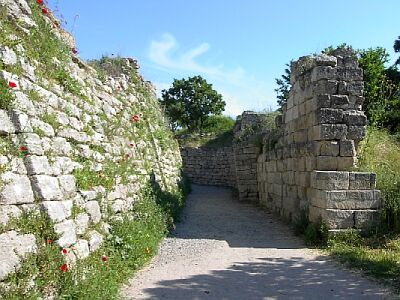
Reste des remparts de Troie/Wilusa.

Wilusa est une cité-État d'Asie mineure qui est vassale de l'Empire hittite. Son existence est attestée au moins depuis le XVe siècle av. J.-C. par plusieurs traités diplomatiques de l'Âge du bronze. Trois rois lui sont connus : Kukkunni, Alaksandu et Warmu.
Wilusa est identifiée à la cité de Troie évoquée dans les épopées homériques de la Grèce antique.

## Histoire
Wilusa est entrée tôt dans la sphère d'influence hittite (au moins à partir du XVe siècle av. J.-C.). Dans un traité avec le roi de Wilusa Alaksandu, le roi hittite rappelle que le petit royaume a été conquis sous le « règne du labarna, mon ancêtre ». La traduction de labarna n'est pas assurée, mais le terme pourrait faire référence au fondateur de l'Empire, Anitta, qui régnait vers 1600 av. J-C : « Wilusa aurait été un État-client (…) des Hittites pendant plus de 300 ans ».

## Identification avec la Troie homérique
Wilusa a été identifiée avec la Troie homérique et le site archéologique d'Hisarlik, initialement en raison de la proximité étymologique de Wilusa avec l'autre nom courant de Troie, Ilios. L'identification a été corroborée par les reconstitutions de la géographie politique de l'Empire hittite, telle qu'elle transparaissait dans les documents diplomatiques et administratifs. En 1996, Franz Starke établit une carte détaillée des États-clients hittites à partir des indications territoriales d'une tablette en bronze découverte dix ans plus tôt. Par contraste avec les projections antérieures, il positionne sans ambiguïté Wilusa au nord-ouest de l'Asie Mineure — soit une région qui comprend également la Troade selon les auteurs antiques.
La correspondance d'un vassal des Hittites apporte un élément supplémentaire : le document relate l'expédition militaire d'un ennemi des Hittites, Pijamaradu, roi de Millawa(n)da (probablement Milet). Juste avant d'attaquer Wilusa, Pijamaradu s'était attaqué à l'île de Lazba, qui correspond probablement à Lesbos, soit une île suffisamment proche d'Hisarlik pour être visible à l'œil nu. Pour Latacz, « C'était suffisant pour écarter tout doute raisonnable : la localité maintenant connue sous le nom turc d'Hisarlik était connue en hittite au second millénaire av. J-C sous le nom de Wilusa ou Wilusija et en grec sous le nom de Wilios. » Un colloque sur Troie, organisé en décembre 1998 à l'université de Wurtzbourg, matérialise l'acceptation des arguments de Starke. Ce faisant la dimension historique de l'œuvre d'Homère est réévaluée : « au moins en ce qui concerne le nom de Troie, l'histoire d'Homère n'était pas qu'une œuvre de pure imagination ».